# 小菅麻里
小菅 麻里（こすげ まり、1975年10月16日 - ）は、東京都小平市出身の元体操選手。元スポーツキャスター（セント・フォース所属）。藤村女子中学校・高等学校卒業。朝日生命体操クラブ出身。元チャコット社員。現在は主婦。

## 来歴・人物
3歳の時に小平の体操教室で体操を始めた。7歳で朝日生命体操教室に入会し小学校6年生の時、国際ジュニア選手権大会個人総合8位になり注目を集める。藤村女子中学校時代には全国中学校大会の個人の部総合優勝、全日本ジュニア選手権でも上位に入るなどの実績を誇り、1988年の全日本選手権を史上最年少となる13歳で初優勝。その後、1992年まで5連覇の金字塔を打ち立てる。NHK杯では1990年 - 1993年、1995年に5回優勝を記録している。NHK杯の大会4連覇は、他に加納弥生（1979年 - 1982年）、石坂真奈美（2003年 - 2006年）が達成している。
小菅はその容姿から“和製コマネチ”、“体操界のゴクミ”ともいわれ1990年代の体操界をリードする逸材となった。小菅と同僚の菅原リサは年上でもある小菅を尊敬しており、プライベートでも大の仲良しだった。高校3年次に日体大のクラブ推薦入試を受けず一般入試で受験するが不合格となった。無論、推薦入試なら体操競技の実績で合格していたという。
1992年のバルセロナ五輪で個人総合17位となる。その他世界選手権にも出場したが1995年、地元日本の福井県での世界選手権が小菅にとって現役最後の大会となった。現役引退後はセント・フォースに属してスポーツキャスター として活動した。2000年にはアメリカに渡り、ロサンゼルスの体操クラブ Gymnastics World で子供達の体操のコーチをしていたが、現在は体操から離れている。

## 出演
- 「NNNニュースプラス1」スポーツコーナー（日本テレビ、1996.10 - 1998.09）
- 「関口宏の東京フレンドパークII」（TBS、1997年12月15日、城彰二と出演しグランドスラム達成）
- スパモク!!『女の波瀾万丈人生スペシャル　私たちは輝いていた～栄光からの第二の人生～』（TBS、2010年6月3日）